# Ibornia unicolor
Ibornia unicolor là một loài tò vò trong họ Ichneumonidae.